# 朱公鏳
汧陽端懿王朱公鏳（1436年2月10日—1495年6月29日），明朝秦藩第一代汧陽王，秦康王朱志𡐤之庶第三子，生母夫人潘氏。

## 生平
正統元年正月二十四日（1436年2月10日）生。正統十一年五月二十五日（1446年6月19日），封汧陽王。定歲祿為二千石，其中米五百石，餘折钞。王府位於長安縣，在咸寧縣秦府西北半里處。
天順元年（1457年），祿米加至六百石。同年，獲賜鹽引，每年十引。
弘治八年六月初八日（1495年6月29日）薨，享年六十歲，在位五十年，諡號端懿。兩年後，嫡子朱誠洌襲爵。

## 家庭

### 妻
- 馬氏，指揮馬鑑女，景泰六年（1455年）封汧陽王妃[6]，生朱誠洌。
- 張氏，汧陽王繼室，生朱誠浙[7]。

### 子孫
- 子：朱誠渼，夭折[3]
- 序齒第一子：汧陽王長子→汧陽安裕王朱誠洌[8]
- 子：朱誠涺，夭折[9]
- 序齒第二子：鎮國將軍朱誠汘[10]
  - 孫：輔國將軍朱秉檣[11]
  - 孫：朱秉梣[12]
  - 孫：朱秉橞[13]
  - 孫：輔國將軍朱秉槵
  - 孫：輔國將軍朱秉桯
    - 曾孫：奉國將軍朱惟𭵬
      - 玄孫：朱懷墾
      - 玄孫：朱懷坾
      - 玄孫：朱懷域
      - 玄孫：朱懷塏

    - 曾孫：奉國將軍朱惟𤏳[14]
- 子：鎮國將軍朱誠浙[15]
- 序齒第三子：鎮國將軍朱誠淶[16]，妻張氏，側室汪氏[17]
  - 孫：朱秉㮕[18]
  - 孫：輔國將軍朱秉椅（1496年—1540年9月13日），號崇亭，妻施氏，側室雷氏，生母汪氏[17]，弘治十四年七月（1501年）賜名[13]
    - 曾孫：奉國將軍朱惟，號舊田，妻關氏，生母雷氏[17]
      - 玄孫：鎮國中尉朱懷堉，號憶田
        - 五世孫：輔國中尉朱敬
          - 六世孫：朱誼汵
          - 六世孫：朱誼[19]

      - 玄孫[17]

    - 曾孫女：上虞縣君，生母雷氏[17]
    - 曾孫女：生母雷氏[17]
- 子：朱誠𤀲，夭折[20]
- 子：朱誠漣，夭折[11]
- 女：五人，俱封縣主[21]

## 墓葬
弘治九年八月初十日（1496年9月16日），朱公鏳葬於陝西西安府咸寧縣韋曲里之原（今陝西省西安市雁塔區曲江街道金乎沱村）。1960年代，墓上封土被平毀。1999年8月3日晚，墓被盜。8月16日至23日，西安市文物保護考古所進行了搶救性清理發掘。

[誌蓋]

皇朙汧陽端懿王壙誌

[誌文]

皇明宗室汧陽端懿王壙誌

　王諱公鏳，秦康王第三子，母夫人潘氏。正

　　統元年正月二十四日庶生。十一年五

　　月二十五日，

　冊封汧陽王。弘治八年六月初八日，以疾

　　薨，享年六十歲。妃馬氏，繼室張氏。子三：

　　嫡長子誠洌，元妃馬氏出也，襲封；次誠

　　汘、誠淶，俱庶出，授封鎮國將軍。女五，俱

　　庶出，授封縣主。

上聞訃，輟朝一日，遣官

　諭祭，

　賜諡曰端懿，

特命有司治喪葬如

制。在京親王及文武官皆致祭焉。以弘治九

　　年八月初十日，葬於咸寧縣韋曲里之

　　原。鳴呼！王生於宗室，為　國藩輔，茂膺

　　封爵，貴富兼隆。兹以令終，夫復何憾。爰

　　述其㮣，納諸幽壙，用垂不朽云。